# 莫斯哈托-塔夫罗斯
莫斯哈托-塔夫罗斯（希臘語：Μοσχάτο-Ταύρος）是希腊阿提卡大區南雅典专区的市镇，位于大雅典地区的南部，行政中心为莫斯哈托镇。市镇面积为4.45平方公里，2021年人口数量为39,661人。
此市镇设立于2011年地方政府改革中，有原莫斯哈托和塔夫罗斯两个市镇合并而成，原市镇则成为此市镇的两个市区。